# A Vida de Zamenhof

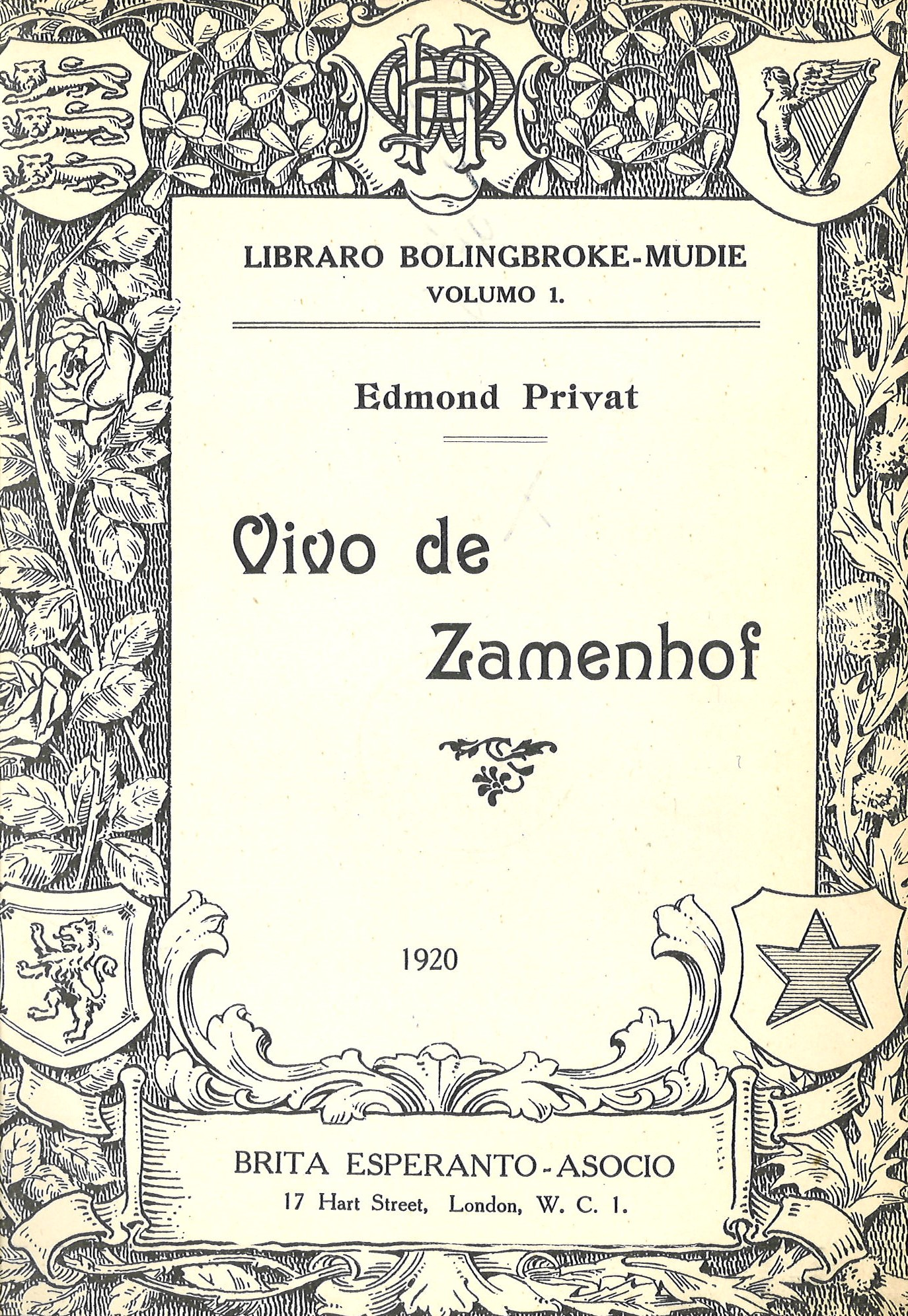

A Vida de Zamenhof (Vivo de Zamenhof, em esperanto) é o título de um livro de Edmond Privat, publicado originalmente em 1920. Nesta obra o escritor suíço traça a biografia do criador da língua neutra internacional.

## Conteúdo
- La gentoj en Litva lando
- Infano en Bjalistok
- Gimnaziano en Varsovio
- Studentaj jaroj
- Doktoro E. Idealista profeto
- Homarano
- Kongresaj paroladoj
- Lingvisto
- Verkisto
- Etika pensulo
- Homo ĉe morto.